# Campeaux (Oise)
Campeaux – miejscowość i gmina we Francji, w regionie Hauts-de-France, w departamencie Oise.
Według danych na rok 1990 gminę zamieszkiwały 432 osoby, a gęstość zaludnienia wynosiła 38 osób/km² (wśród 2293 gmin Pikardii Campeaux plasuje się na 586. miejscu pod względem liczby ludności, natomiast pod względem powierzchni na miejscu 362.).